# Баукяй
Баукяй (Baukiai) — село у Литві, Расейняйський район, Аріогальське староство, знаходиться за 6 км від села Аріогала. Станом на 2001 рік у селі проживало 13 людей.

## Принагідно
- мапа із зазначенням місцерозташування

| Литва | Це незавершена стаття з географії Литви. Ви можете допомогти проєкту, виправивши або дописавши її. |